# Jaborandi (Bahia)
Jaborandi is een gemeente in de Braziliaanse deelstaat Bahia. De gemeente telt 8.895 inwoners (schatting 2009).

## Aangrenzende gemeenten
De gemeente grenst aan Cocos, Coribe, Correntina, Santa Maria da Vitória en de deelstaat Goiás.